# Olibrus snizeki
Olibrus snizeki is een keversoort uit de familie glanzende bloemkevers (Phalacridae). De wetenschappelijke naam van de soort werd in 2005 gepubliceerd door Švec.